# Nov Karaorman
Nov Karaorman (en macédonien Нов Караорман) est un village de l'est de la Macédoine du Nord, situé dans la municipalité de Karbintsi. Le village comptait 67 habitants en 2002.

## Démographie
Lors du recensement de 2002, le village comptait :
- Macédoniens : 64
- Roms : 2
- Valaques : 1